# Žan Celar
Žan Celar, né le 14 mars 1999 à Kranj, en Slovénie est un footballeur international slovène qui évolue au poste d'attaquant à Queens Park Rangers.

## Biographie

### En club
Né à Kranj en Slovénie, Žan Celar est formé dans son pays natal par le NK Maribor. Il fait ses débuts en professionnel à seulement 17 ans, le 21 mai 2016, lors d'une rencontre de championnat face au ND Gorica. Il est titulaire lors de cette rencontre perdue par son équipe (2-3).
Lors de l'été 2017, Žan Celar est recruté par l'AS Rome, où il est dans un premier temps intégré aux équipes de jeunes du club. 
Il joue son premier match avec les professionnels le 11 mars 2019, à trois jours de son vingtième anniversaire, lors d'une rencontre de Serie A face à l'Empoli FC. Il entre en jeu à la place de Patrik Schick lors de ce match remportée par les siens (2-1). Avec la Primavera, Celar fait parler de lui lors de la saison 2018-2019, en inscrivant 28 buts en 27 matchs, terminant ainsi meilleur buteur du championnat de la catégorie, où les jeunes romains terminent troisième au classement.
Le 30 janvier 2020, Žan Celar est prêté à l'US Cremonese. Il joue son premier match le 11 février 2020 contre le Spezia Calcio, en championnat. Il est titulaire lors de cette rencontre perdue par les siens (3-2).
Le 29 juin 2020, il se met en évidence en étant l'auteur d'un doublé en Serie B, sur la pelouse de l'US Salernita (score final : 3-3).
Le 12 août 2020, le prêt de Žan Celar est prolongé d'une saison,.
Le 27 août 2021, Žan Celar quitte définitivement l'AS Rome pour rejoindre la Suisse et s'engager en faveur du FC Lugano. Il signe un contrat courant jusqu'en juin 2025.
Le 26 septembre 2021, Celar se fait remarquer en marquant deux buts, ses deux premiers pour Lugano, lors d'une rencontre de championnat face au FC Lucerne. Titulaire, il contribue à la victoire des siens par trois buts à deux.
Le 19 juillet 2024, Žan Celar rejoint l'Angleterre afin de s'engager avec les Queens Park Rangers.

### En sélection
Avec les moins de 18 ans, il se met en évidence en étant l'auteur d'un doublé face à la Bulgarie, le 21 janvier 2017.
Avec les moins de 19 ans il inscrit trois buts en trois matchs, face à la Hongrie le 4 octobre 2017 (défaite 2-1 de la Slovénie), contre Malte le 7 octobre suivant (victoire 5-0 de la Slovénie) et face aux Pays-Bas trois jours plus tard (2-2).
Le 22 mars 2019, Žan Celar joue son premier match avec l'équipe de Slovénie espoirs, en amical face à la Géorgie. Il est titularisé et son équipe s'incline par trois buts à zéro. Le 7 juin 2019, pour sa deuxième sélection avec les espoirs, il inscrit son premier but, en amical face à la Suisse. Cette réalisation permet à son équipe de s'imposer par deux buts à zéro.
Žan Celar honore sa première sélection avec l'équipe nationale de Slovénie le 14 novembre 2021 contre Chypre. Il est titularisé et se fait remarquer en délivrant une passe décisive pour Adam Gnezda Čerin et participe ainsi à la victoire de son équipe par deux buts à un.
Il est retenu dans la liste des 26 joueurs slovènes du sélectionneur Matjaž Kek pour participer à l'Euro 2024.